# کانن (داستان)

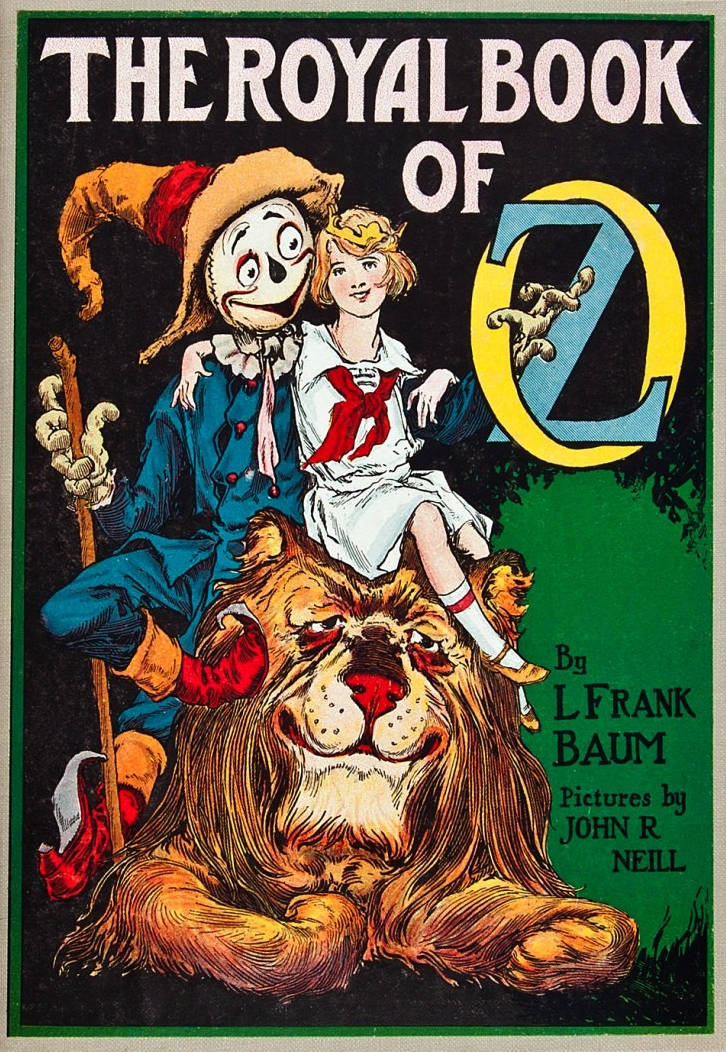
کتاب سلطنتی اوز، اثری متعارف در مجموعه اوز

کانن (انگلیسی: Canon) یک اثر ادبیات داستانی «مجموعه آثاری است که در یک دنیای داستانی خاص یا دنیای خیالی که عموماً رسمی یا معتبر شمرده می‌شوند، اتفاق می‌افتد. [به‌ویژه] آن‌هایی که توسط نویسنده یا توسعه‌دهنده اصلی جهان ایجاد شده‌اند.
کانن با آثار فن فیکشن و سایر آثار مشتق شده در تقابل قرار می‌گیرد یا به عنوان مبنایی برای آنها استفاده می‌شود.